# Lev Hartman
MUDr. Lev Hartman (15. února 1905 Roupov – 1959 Kdyně) byl židovský lékař, který působil v západočeském městečku Kdyně a přežil druhou světovou válku.
Roku 1942 měl jako Žid nastoupit do transportu, po celou zbývající dobu války jej však ukrývala rodina Fleischmannů z nedalekého Podzámčí. Hartman přebýval v úkrytu pod podlahou a jen v noci vycházel se projít na zahradu. Po válce se oženil se svou vyvolenou známostí ze Kdyně. Roku 1959 předčasně zemřel.

## Připomínka
Dne 7. května 2025 byla nad Podzámčím vysazena u příležitosti výročí osvobození Kdyně Fleischmannova lípa lidskosti, při níž se připomíná i osud Lva Hartmana.